# Luciola flavicollis
Luciola flavicollis là một loài bọ cánh cứng trong họ Đom đóm (Lampyridae). Loài này được Macleay miêu tả khoa học năm 1872.